# برايان مانينغ
برايان مانينغ (بالإنجليزية: Brian Manning)‏ هو لاعب كرة قدم أمريكية أمريكي، ولد في 22 أبريل 1975 في كانساس سيتي في الولايات المتحدة.